# Leichtathletik-Europameisterschaften 2010/Teilnehmer (Island)
Island meldete sechs Sportler für die Leichtathletik-Europameisterschaften 2010 (27. Juli bis 1. August in Barcelona).
| Wettbewerb   | Männer                                            | Frauen                                        |
| ------------ | ------------------------------------------------- | --------------------------------------------- |
| 400 m Hürden | Björgvin Vikingsson (27. Platz)                   | Kristín Birna Ólafsdóttir-Johnson (28. Platz) |
| Weitsprung   | Thorsteinn Ingvarsson (26. Platz)                 |                                               |
| Speerwerfen  |                                                   | Ásdís Hjálmsdóttir (10. Platz)                |
| Kugelstoßen  | Ódinn Björn Thorsteinsson (kein gültiger Versuch) |                                               |
| Siebenkampf  |                                                   | Helga Margrét Thorsteinsdóttir (aufgegeben)   |